# Pietro Siciliani
Pietro Siciliani (Galatina, 19 settembre 1832 – Firenze, 28 dicembre 1885) è stato un pedagogista, filosofo e medico italiano.

## Biografia
Figlio di un commerciante di pelli, dopo gli studi nel seminario di Otranto frequentò il Collegio gesuitico di Lecce (1850-55) e, dal 1856 al 1857, il Collegio medico-cerusico di Napoli, dal quale fuggì dopo essere stato segnalato alla polizia borbonica a causa delle sue simpatie liberali. 
A Pisa, nel 1859, si laureò in Medicina e chirurgia sotto la guida di Cesare Studiati, stringendo inoltre un proficuo rapporto di collaborazione con lo iatrofilosofo Francesco Puccinotti (1794-1872), che influì molto sui suoi studi filosofici. Sempre in Toscana strinse rapporti di profonda amicizia con personalità importanti e influenti della cultura dell'Ottocento, quali: Silvestro Centofanti, Filippo Pacini, Gino Capponi, Maurizio Bufalini e altri.
Seguendo la sua vocazione, orientò i propri studi verso le discipline filosofiche e ottenne, nel 1862, la cattedra di Filosofia speculativa e morale nel Regio liceo "Dante Alighieri" di Firenze, dove insegnò fino al 1868. 
A Firenze sposò, nel 1864, la letterata e filantropa Cesira Pozzolini (1839-1914), nipote del senatore Vincenzo Malenchini e appartenente a una famiglia di forte fede unitaria e liberale (la madre, Gesualda Malenchini, ispettrice nelle scuole femminili di Firenze e fondatrice di una scuola rurale gratuita per i figli dei contadini del piccolo centro di Bivigliano, era stata la prima donna ad aver portato a Firenze il tricolore nei moti del 1848 e il fratello Giorgio Pozzolini aveva combattuto nelle maggiori battaglie risorgimentali affiancando Giuseppe Garibaldi e Nino Bixio). Da questa unione nacque, nel 1866, il console Vito Siciliani conte di Morreale (1866-1940).
In questo periodo fu iniziato in massoneria nella loggia fiorentina "La Concordia" (1867). 
Nel 1867 fu nominato professore straordinario di filosofia teoretica a Bologna dal ministro Cesare Correnti e incaricato dell'insegnamento di pedagogia. Nel 1879, poi, divenne docente ordinario della stessa disciplina sempre nell'Ateneo felsineo. A Bologna tenne anche il secondo corso italiano di sociologia teoretica. Qui, inoltre, strinse amicizia col poeta Giosuè Carducci, anch'egli accademico a Bologna ed entrò in contatto con Francesco Fiorentino e Bertrando Spaventa.
Dal 1868 al 1869 fu co-direttore della "Rivista bolognese di scienze, lettere, arti e scuole" con Francesco Fiorentino, Cesare Albicini ed Enrico Panzacchi. Ne abbandonò la direzione per divergenze maturate in seno alla direzione generate, probabilmente, dall'impostazione (eclettica) che Siciliani intendeva dare alla Rivista e che contrastava con l'indirizzo idealistico voluto da Fiorentino.
A Bologna istituì un centro di studi pedagogici, contribuendo all'elevazione della pedagogia al rango di scienza. Fu un convinto assertore della valorizzazione della persona e perciò la sua azione educativa, per giungere alla conquista della libertà e del carattere morale da parte del soggetto da educare, prevedeva l'intervento della famiglia e della società. Altro suo pensiero fondamentale fu il principio dell'autodidattica che, pur non escludendo l'azione dell'educatore, mette in primo piano il protagonismo del soggetto da educare. 
Alla sua morte, avvenuta nel 1885, ricevette onoranze e attestati di stima da parte di molti studiosi europei e americani, mentre in Italia la sua fama fu oscurata da giudizi negativi, espressi anzitutto da Giovanni Gentile che vedeva in lui un'espressione (benché autonoma) della scuola positivistica .  Di recente è stata rivalutata l'influenza vichiana sul suo pensiero.
A lui è dedicata la Biblioteca civica di Galatina, nella quale è conservato il "Fondo Siciliani" la raccolta, cioè, dei libri appartenuti al pensatore e donati alla biblioteca dalla moglie Cesira Pozzolini. A Pietro Siciliani è dedicato anche il Liceo Socio-Psicopedagogico di Lecce e l'Istituto Penale per i minorenni di Bologna.
È sepolto nel Cimitero delle Porte Sante di Firenze.

## Il pensiero filosofico
Di formazione giobertiana, Siciliani si accostò al pensiero di Vico già negli anni fiorentini, tentando di inaugurare una filosofia mediana (detta della "terza via") che individuasse una sintesi tra opposte e differenti discipline. Dal suo punto di vista, infatti, ogni pensiero contiene del buono e delle esagerazioni. Metodo del pensiero "mediano" sarà, dunque, quello di salvare ciò che c'è di buono di una scuola di pensiero per rigettarne le astrattezze e le esagerazioni. 
Con lo scritto del 1876, La Critica nella filosofia zoologica del XIX secolo, Siciliani approdò nel più ampio dibattito europeo, ricevendo apprezzamenti e pareri favorevoli dai più illustri scienziati internazionali. Nel frattempo approfondì e diede il suo contributo speculativo alle nuove discipline che in quegli anni muovevano alla ricerca di un'identità epistemologica: la sociologia (Socialismo, darwinismo e sociologia moderna, 1879; Teorie sociali e socialismo, 1880) e la psicologia (Prolegomeni alla moderna psicogenia, 1878, tradotta in francese da Alessandro Herzen con il titolo Prolègoménes a la psychogénie moderne, 1879).

## I Congressi Pedagogici
A partire dal 1880 il ministro Francesco De Sanctis conferì a Siciliani la presidenza di vari congressi pedagogici che si tennero a Firenze (1880), Venezia (1881), Genova (1882) Milano (1883) e sempre nel 1880 Siciliani presiedette la prima sezione dell'XI Congresso pedagogico romano. Queste esperienze lo portarono a un approfondimento sempre maggiore della pedagogia, alla quale egli contribuì a conferire un indirizzo scientifico, positivista e ampiamente laico (si vedano le sue opere Rivoluzione e pedagogia moderna, 1882; La scienza nell'educazione, 1881).

## Opere
- Introduzione alla filosofia delle scienze naturali e storiche (Firenze, 1861);
- Il metodo numerico e la statistica in medicina (Firenze, 1861);
- Della legge storica e dell'odierno momento filosofico e politico del pensiero italiano (Firenze. 1862);
- Della libertà ed unità organica dell'insegnamento filosofico nei licei e nelle università (Firenze, 1863);
- Della fisiologia e delle lezioni fisiologiche sperimentali del prof. Maurizio Schiff (Pisa, 1863);
- Su la storia della medicina di Francesco Puccinotti (Firenze, 1864);
- Sommario delle conferenze di filosofia secondo i principi metafisici di G. B. Vico (Firenze, 1864);
- Il triumvirato nella storia del pensiero italiano, ossia Dante, Galileo e Vico (Firenze, 1864);
- Ai popoli salentini e al gonfalone di Galatina un saluto e un augurio (Firenze, 1865);
- Del criterio filosofico nell'arte di scrivere e negli studi critici storici e bibliografici (Bologna, 1868);
- Critica del positivismo (Bologna, 1868);
- Sulle fonti storiche della filosofia positiva in Italia; 1-Galileo Galilei (Bologna, 1868)
- Gli hegeliani in Italia (Bologna, 1868);
- La condanna del positivismo (Bologna, 1868);
- Della pedagogia positiva e della scienza dell'educazione in Italia (Bologna, 1869);
- Su la scienza dell'educazione (Bologna, 1870);
- Sul rinnovamento della filosofia positiva in Italia (Firenze, 1872);
- La critica sulla filosofia zoologica del sec. XIX (Napoli, 1876);
- Prolegomeni alla moderna psicogenia (Bologna, 1878);
- Socialismo, darwinismo e sociologia moderna (Bologna, 1879);
- La scienza dell'educazione nelle scuole italiane come antitesi alla pedagogia ortodossa (Bologna, 1879);
- Teorie sociali e socialismo (Firenze 1880);
- Dei massimi problemi della pedagogia moderna (Roma, 1880);
- Su l'insegnamento religioso ai bambini secondo i dettami della filosofia scientifica (Firenze, 1880);
- Riforma nello insegnamento della pedagogia (Torino, 1881);
- Della pedagogia scientifica in Italia (Milano, 1881);
- Rivoluzione e pedagogia moderna (Torino, 1882);
- Storia critica delle teorie pedagogiche e sociali (Bologna 1882);
- Fra vescovi e cardinali (Roma 1882);
- Rivoluzione e pedagogia moderna (Torino 1882);
- La scienza nell'educazione secondo i principi della sociologia moderna (Bologna, 1884);
- Rinnovamento e filosofia internazionale (Bologna, 1884);
- La nuova biologia (Milano, 1885)
- Le questioni contemporanee e la libertà morale nell'ordine giuridico (Bologna, 1889)